# Paoletta Magoni

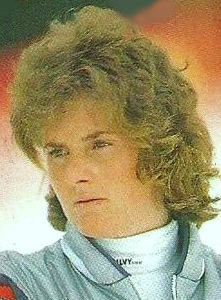
Paoletta Magoni

Paoletta Magoni (Selvino, 14 september 1964) is een Italiaans oud-alpineskiester.

## Palmares

### Olympische winterspelen
- Sarajevo (1984)
  - Gouden medaille in de slalom

### Wereldkampioenschap
- Bormio (1985)
  - Bronzen medaille in de slalom

1948: Gretchen Fraser ·
1952: Andrea Mead-Lawrence ·
1956: Renée Colliard ·
1960: Anne Heggtveit ·
1964: Christine Goitschel ·
1968: Marielle Goitschel ·
1972: Barbara Cochran ·
1976: Rosi Mittermaier ·
1980: Hanni Wenzel ·
1984: Paoletta Magoni ·
1988: Vreni Schneider ·
1992: Petra Kronberger ·
1994: Vreni Schneider ·
1998: Hilde Gerg ·
2002: Janica Kostelić ·
2006: Anja Pärson ·
2010: Maria Riesch ·
2014: Mikaela Shiffrin ·
2018: Frida Hansdotter ·
2022: Petra Vlhová